# 朱利安·德古茲曼
朱利安·波比·德古茲曼（英語：Julian Bobby de Guzman；1981年3月25日—）是一名加拿大退役足球員，在足球場上司職中場。

## 球員生涯

### 國家隊
德古茲曼和艾迪巴·赫捷臣都代表加拿大參加過2001年國際足協世界青年錦標賽。
2001年1月，德古茲曼在加拿大男足對陣馬提尼克的比賽上首次為大國家隊上陣。到2015年7月時，他已經為國足上陣82場比賽（其中包括22場世界盃資格賽），貢獻四顆進球。
在2007年中北美金盃的揭幕戰上，德古茲曼一個人貢獻兩顆入球，協助加拿大以2-1擊敗哥斯達黎加。雖然加拿大在半決賽因為爭議判決而被淘汰出局，但德古茲曼還是當選了最有價值球員。
2009年，德古茲曼再次入選加拿大男足出征中北美金盃的大名單。加拿大以兩勝一和積七分的成績晉級淘汰賽，但在八強賽被洪都拉斯淘汰出局。此錦標賽結束後，德古斯曼和隊友米夏埃爾·克盧柯夫斯基一同入選錦標賽最佳陣容。
2011年6月1日，在一場對上厄瓜多爾的友誼賽上，加拿大以1-2落後，德古茲曼在大禁區外開出任意球，隊友托桑特·瑞克茨接到球後隨即攻破厄瓜多爾大門，協助加拿大以2-2逼和厄瓜多爾。而這也是瑞克茨的第一顆大國家隊進球。同年10月7日，德古茲曼在加拿大客場挑戰聖盧西亞的世界盃資格賽上第50次為加拿大披掛上陣。該場比賽加拿大以7-0大勝聖盧西亞。
2015年11月17日，德古茲曼在加拿大客場挑戰薩爾瓦多的世界盃資格賽上第85次為加拿大披掛上陣，打破了此前由保罗·斯塔尔特里創下的上陣次數紀錄。到2017年退役時，德古茲曼已經為加拿大上陣了89次。這項紀錄直到2021年才被艾迪巴·赫捷臣打破。

## 教練/經理生涯
2017年1月，德古茲曼宣佈掛靴，並轉任渥太華暴怒助理教練。同年8月，時任總教練保羅·道格利施突然「因為個人原因」請辭，德古茲曼接任看守教練。2018年，渥太華暴怒聘任尼古拉·波波維奇接任總教練，德古茲曼轉任總經理。2019年11月8日，渥太華暴怒中止運作，德古茲曼也隨即卸任。

## 個人生活
朱利安·德古茲曼的弟弟莊拿芬·迪古斯文也是職業足球員，曾為荷蘭男足上陣14場比賽。